# 近畿工業
近畿工業株式会社（英: KINKI INDUSTRIAL CO., LTD.）は、兵庫県三木市別所町巴20番地に本社を置く破砕機・選別機製造メーカーである。
「砕く・剪る・選ぶ」技術をもとに環境・リサイクル機械の設計・開発・製造を行っている。

## 取り扱い品目
- 破砕機、選別機等の産業廃棄物処理関連機器の開発・設計・製造・販売・メンテナンス
- 地盤改良用振動杭打ち機等の産業機械及びプラントエンジニアリングの開発・設計・製造・販売・メンテナンス

## 沿革
- 1948年 加古川市加古川町本町において創業
- 1953年 組織を株式会社に変更
- 1970年 株式会社キンキ設立
- 1978年 米国W.S.タイラー社と業務提携・三木工場へ移転
- 1980年 社団法人発明協会より発明奨励賞受賞
- 1985年 二軸剪断式破砕機の生産開始
- 1992年 パイオニアオブザイヤー受賞
- 1995年 トモエプラント操業開始
- 1998年 兵庫県エコビジネス振興賞受賞
- 2002年 発明大賞・考案功労賞受賞
- 2011年 ひょうごものづくり技術大賞受賞
- 2014年 近畿メカノケミカル研究所開設

## 事業所
- 三木本社・工場 兵庫県三木市別所町巴20番地
- 神戸事務所 兵庫県神戸市中央区栄町通4丁目2番18号
- 東京支店 東京都中央区八重洲2丁目4番13号
- 名古屋営業所 愛知県名古屋市中区錦1丁目19番24号
- 九州営業所 福岡県久留米市東町37番9号
- トモエプラント 兵庫県三木市別所町巴36-2番地
- 近畿メカノケミカル研究所 兵庫県三木市別所町巴20番地